# بيا كراملينغ
بيا كراملينغ Pia Cramling (ولدت في 23 أبريل 1963) لاعبة شطرنج سويدية تحمل لقب أستاذ كبير.

## ألقاب
- في عام 1992 كانت ثالث امرأة تنال لقب أستاذ كبير (جراند ماستر) GM.

## تصنيف
- كانت المصنفة رقم 1 عالمياً في يناير 1984، والمصنفة رقم 1 عالمياً بالمشاركة في يوليو 1984 ويناير 1996، وفق الاتحاد الدولي للشطرنج.
- رغم ذلك لم تنل لقب بطلة العالم للشطرنج.

## روابط خارجية
- بيا كراملينغ على موقع الاتحاد الدولي للشطرنج (الإنجليزية)
- بيا كراملينغ على موقع مباريات الشطرنج (الإنجليزية)
- بيا كراملينغ على موقع 365Chess.com (الإنجليزية)
- بيا كراملينغ على موقع Chesstempo.com (الإنجليزية)
- بيا كراملينغ سجل أولمبياد الشطرنج على موقع OlimpBase.org (الإنجليزية)
- بيا كراملينغ سجل أولمبياد الشطرنج للسيدات على موقع OlimpBase.org (الإنجليزية)